# Giuseppe Gené

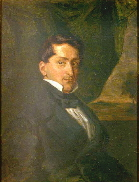
Giuseppe Gené

Carlo Giuseppe Gené (* 7. Dezember 1800 in Turbigo, Lombardei; † 14. Juli 1847) war ein italienischer Naturwissenschaftler und Autor.

## Leben und Wirken
Er wurde in Turbigo in der Lombardei geboren und studierte an der Universität von Pavia. Er publizierte eine Reihe von Arbeiten über naturwissenschaftliche Themen. Sein Schwerpunkt dabei war die Entomologie. 1828 wurde er zum Dozenten für Naturwissenschaften an der Universität ernannt. Im folgenden Jahr reiste er nach Ungarn, von wo er mit einer Sammlung von Insekten zurückkehrte. Zwischen 1833 und 1838 reiste er insgesamt viermal nach Sardinien, um auch dort Insekten zu sammeln.
1830 folgte Giuseppe Géne Franco Andrea Bonelli auf dem Lehrstuhl für Zoologie nach und wurde gleichzeitig Direktor des Zoologischen Museums in Turin. Heute befindet sich dort der größte Teil seiner Insektensammlung. Im Jahr 1844 wurde er zum Mitglied der Leopoldina gewählt. Als 1838 La Société Cuvierienne gegründet wird, war er eines der 140 Gründungsmitglieder der Gesellschaft.
Die Dünnschnabelmöwe (Larus genei) ist nach ihm benannt. Giuseppe Gené ist unter anderem Erstbeschreiber des Eleonorenfalken, den er nach der sardischen Regentin Eleonora di Arborea benannte, die in der von ihr initiierten Gesetzessammlung Carta de Lógu gegen Ende des 14. Jahrhunderts auch Bestimmungen zum Schutze von Greifvögeln festschrieb.
In Memoria per servire alla storia naturale degli Issodi (1844, veröffentlicht 1848, übersetzt 1849 als Beiträge zur Naturgeschichte der Zecken) beschrieb Gené als einer der ersten die Eiablage bei den Zecken. Ein darin von ihm zuerst beschriebenes Organ wurde später nach ihm Genésches Organ benannt, auch wenn  er dessen Funktion zunächst verkannte. Heute ist bekannt, dass es die Eier bei der Eiablage mit einer schützenden Wachsschicht überzieht.

## Veröffentlichungen
- De quibusdam insectis Sardiniae novis aut minus cognitis. (1839)
- Dei pregiudizi popolari intorno agli animali (1869)